# ボイチノヴツィ
座標: 北緯43度28分 東経23度20分 / 北緯43.467度 東経23.333度

ボイチノヴツィ
Бойчиновциボイチノヴツィ ブルガリア内のボイチノヴツィの位置

ボイチノヴツィ（ブルガリア語: Бойчѝновци / Brusartsi）はブルガリア北西部の町、およびそれを中心とした基礎自治体。モンタナ州に属する。
モンタナ州の東部の一角を占め、ヴラツァ州のクリヴォドル、ハイレディンに接している。

## 町村
ボイチノヴツィ基礎自治体（Община Бойчиновци）には、その中心であるボイチノヴツィをはじめ、以下の町村（集落）が存在している。
- Бели брег
- Бели брод
- Бойчиновци
- Владимирово
- Громшин
- Ерден
- Кобиляк

- Лехчево
- Мадан|
- Мърчево
- Охрид|
- Палилула
- Портитовци